# Noochbrand
Noochbrand ist das vierte Album der Allschwiler Rap-Band Brandhärd. Es erschien am 23. September 2003. Der Einstieg in die offizielle Schweizer Hitparade erfolgte am 16. November 2003 und bedeutete die erste Hitparaden-Platzierung von Brandhärd. Anschliessend steigerte sich das Album über die Plätze 83, 74, 82, 71, 70, 89 und 71 bis auf Platz 73, ehe es die Charts nach den Rangierungen 72, 64, 93, 88 und 99 verliess. Das Album verhalf Brandhärd zum Durchbruch und zu schweizweiter Bekanntheit. Das Album kommt komplett ohne Features aus. Es besteht aus 4 Liedern, Intro, Outro, einem Skit sowie den Instrumental-Versionen zu allen Songs.

## Illustration
Die Gestaltung und das Layout stammt von 'Stofi for GraffX'. Auf dem CD-Cover ist die Band in einem alten Basler-Tram zu sehen. Das Bild ist von Feuerflammen umgeben.

## Titelliste
1. Intro – 0:58
2. Rap isch Reinigung – 3:21
3. Sälber schuld – 4:18
4. So blind Intro (Skit) – 0:26
5. So blind – 3:26
6. Noochbrand – 4:08
7. Outro – 1:36
8. Rap isch Reinigung (Instrumental) – 3:22
9. Sälber schuld (Instrumental) – 4:19
10. Noochbrand (Instrumental) – 3:27
11. So blind (Instrumental) – 4:12
12. Intromental – 0:35

### Intro
Beim Intro werden die Namen der drei Bandmitglieder Fetch, Fierce und Johny Holiday und anschliessend der Bandname gescratcht.

### Rap isch Reinigung
In diesem Song rappt Fetch über seinen inneren Schweinehund und sagt, dass Rap für ihn Reinigung ist und diese ihn Stück für Stück vom Zorn befreit.

### Sälber schuld
Im Track 'Sälber schuld' rappt Fetch über sein unglückliches Singleleben und überlegt, wie eine Welt ohne Frauen aussehen würde, und dass seine Freunde dann plötzlich mehr Zeit hätten, für ihn aber alles gleich bleibt. In der 2. Strophe träumt er von einem Abend mit einer Schönheit an seiner Seite, ehe er bemerkt, dass die angebliche Schönheit nur der Rand seines Bierglases ist.

### So blind Intro
In diesem Skit trifft sich Brandhärd im Studio. Wegen seiner Sehschwäche stolpert Rapper Fetch über Glas.

### So blind
Der Song 'So blind' behandelt auf ironische Art und Weise Fetchs Sehschwäche.

### Noochbrand
Der Titeltrack behandelt den Kater und den anschliessenden Nachbrand nach einer wilden Nacht.

### Outro
Im Outro rappt Fetch über die Themen und Probleme der Welt, explizit über (Irak-)kriege. Es sind Ausschnitte der Hip-Hop-Gruppe Die Firma zu hören. Der Beat ist mit dem des Intros übereinstimmend.

## Videos
Zu den Songs Noochbrand und Rap isch Reinigung erschienen jeweils Musikvideos, welche auf Viva Swizz gespielt werden. Sie wurden von Samuel Flückiger gedreht.

## Kritik
„Sich der rappenden Reinigung und dem "Noochbrand" hinzugeben ist alles in allem erfrischend und belässt einen doch in der Tradition des guten alten Rap - representing und auf die eigene Clique fixiert, mag sein. Aber für einmal auch irgendwie informativ und ganz sicher unterhaltend.“